# Sigma Leonis
Sigma Leonis (σ Leo / 77 Leonis) es una estrella en la constelación de Leo de magnitud aparente +4,05, siendo el decimotercer astro más brillante de la constelación.
Se encuentra a 220 años luz del sistema solar.

## Nombre
Aunque no tiene nombre propio habitual, Sigma Leonis ocasionalmente es conocida como Shishimai.
Por otra parte, en China recibía el título de Shang Tseang, «el General Mayor».

## Características
Sigma Leonis es una estrella blanco-azulada de tipo espectral B9.5V, habiendo recorrido el 83% de su trayecto dentro de la secuencia principal.
También ha sido catalogada como subgigante de tipo B9IV.
Tiene una temperatura efectiva de 10.680 K y una luminosidad 127 veces superior a la luminosidad solar.
La medida directa de su diámetro angular, 0,44 milisegundos de arco, permite evaluar su radio, siendo este 3,2 veces más grande que el radio solar.
Gira sobre sí misma con una velocidad de rotación igual o mayor de 57 km/s.
Sigma Leonis posee una masa tres veces mayor que la masa solar.
Puede ser una estrella químicamente peculiar de tipo Bp, versión caliente de las estrellas Ap.
Estas estrellas se caracterizan por fuertes campos magnéticos y líneas de absorción fuertes de ciertos elementos; en el caso de Sigma Leonis, es notable el silicio.